# MTV Unplugged (альбом Рики Мартина)
MTV Unplugged — концертный альбом Рики Мартина, выпущенный 7 ноября 2006 г. в CD и DVD форматах на Sony BMG Norte.

## Предпосылка
MTV Unplugged был записан 17 августа 2006 г. в Майами. Впервые он вышел на MTV Latin America на канале MTV Tr3s и MTV Puerto Rico в октябре 2006. Этот альбом наполнен пуэрто-риканскими влиянием, в частности в песне «Tu Recuerdo» (начиная главным образом с «рождественских песнопений пуэрто-риканских крестьян» и заканчивая «рождественскими песнопениями орокобеньоцев») и в «Pégate», где присутствует пуэрто-риканская плена. Кристиан Нивес сыграл на пуэрто-риканском куатро в обоих треках. Группа Viento de agua и Джозеф Кведо сыграли на барабанах в жанре плены в «Pégate».

## Форматы
Альбом был перевыпущен на CD и DVD в одном издании в мае 2007. Эксклюзивное издание Wal-Mart стало доступно с оригинальным CD и DVD «The Making of Ricky Martin MTV Unplugged», в который вошёл 40-минутный документальный фильм «За кулисами» и клип «Tu Recuerdo». Клип «Tu Recuerdo» — это живое выступление с альбома MTV Unplugged.

## Появление в чарте
В США MTV Unplugged стартовал на первой позиции в Top Latin Albums и сорок-восьмой в Billboard 200 с продажами на первой неделе 29,000 копий. Он также попал в топ-10 в чартах Аргентины, Испании и Мексики.
MTV Unplugged был сертифицирован два раза Платиновым в США, Бриллиантовым в Мексике, два раза Платиновым в Аргентине и Золотым в Испании. В США он был распродан 197,000 копиями.
На альбоме появились три новых трека: «Tu Recuerdo», который держался на верхушке Hot Latin Songs три недели и достиг пика на восемьдесят-девятой строке в Billboard Hot 100; «Pégate», второй сингл, который достиг пика на одиннадцатой позиции в Hot Latin Songs и шестой в Hot Dance Club Songs, а «Con Tu Nombre» достиг пика на сорок-седьмой позиции в Hot Latin Songs. «Gracias por Pensar en Mi» также попал на радио США и Мексики.

## Награды
На церемонии Latin Grammy Awards of 2007 MTV Unplugged выиграл в категории «Лучший Поп Артист» и «Лучший Длиннометражный Клип» и был номинирован на категорию «Альбом Года».MTV Unplugged получил также награду Ло Нуэстро в категории «Поп Альбом Года» и был номинирован в категории «Альбом Года» на церемонии 2007 Latin Billboard Music Awards.

## Список композиций
| №   | Название                                       | Автор(ы)                                                   | Длительность |
| --- | ---------------------------------------------- | ---------------------------------------------------------- | ------------ |
| 1.  | «Gracias por Pensar en Mi»                     | Ренато Руссо, Дадо Билла-Лобос, Марчело Бонфа, Рики Мартин | 4:38         |
| 2.  | «Con Tu Nombre»                                | Кристиан Сальес, Хуан карлос Перес Сото                    | 4:20         |
| 3.  | «María»                                        | Луис Гомес Эсколра, К.К. Портер, Ян Блейк                  | 5:31         |
| 4.  | «Tu Recuerdo» (при участии Ла Мари из Chambao) | Томми Торрес                                               | 4:07         |
| 5.  | «Perdido Sin Ti»                               | Эсколар, Портер, Драко Роса                                | 4:26         |
| 6.  | «Asignatura Pendiente»                         | Рикардо Архона                                             | 4:19         |
| 7.  | «Vuelve»                                       | Франко де Вита                                             | 5:35         |
| 8.  | «Lola, Lola»                                   | Эсколар, Портер, Роса                                      | 4:20         |
| 9.  | «Volverás»                                     | Эсколар, Портер, Блейк, Martin                             | 5:05         |
| 10. | «La Bomba»                                     | Эсколар, Портер, Роса                                      | 5:49         |
| 11. | «Fuego de Noche, Nieve de Día»                 | Эсколар, Портер, Блейк, Роса                               | 5:12         |
| 12. | «Pégate»                                       | Рой Таваре, Мартин, Торрес                                 | 4:05         |

| №  | Название                                   | Длительность |
| -- | ------------------------------------------ | ------------ |
| 1. | «The Making of Ricky Martin MTV Unplugged» | 40:00        |

## Чарты и сертификации
| Чарт (2006)                   | Наивысшая позиция |
| ----------------------------- | ----------------- |
| Argentinian Albums Chart      | 2                 |
| Italian Albums Chart          | 74                |
| Mexican Albums Chart          | 2                 |
| Portuguese Albums Chart       | 28                |
| Spanish Albums Chart          | 6                 |
| US Billboard 200              | 38                |
| US Billboard Top Latin Albums | 1                 |
| US Billboard Latin Pop Albums | 1                 |
| US Billboard Top Music Video  | 5                 |

| Регион | Сертификация                        | Продажи  |
| --- | ----------------------------------- | -------- |
| Аргентина (CAPIF) | 2× Платиновый                       | 80 000^  |
| Центральная Америка (CFC)                                                                                                | 3× Платиновый                       |          |
| Мексика (AMPROFON) | 2× Платиновый                       | 200 000^ |
| Мексика (AMPROFON) · Preloaded digital                                                                                   | Бриллиантовый+2× Платиновый+Золотой | 750 000* |
| Испания (PROMUSICAE) | Золотой                             | 40 000^  |
| США (RIAA) | 2× Платиновый (Latin)               | 200 000^ |
| Венесуэла (APFV) | Платиновый                          |          |
| * Данные о продажах приведены только на основе сертификации. ^ Данные о тиражах приведены только на основе сертификации. |                                     |          |

| Чарт (2006)                   | Позиция |
| ----------------------------- | ------- |
| Mexican Albums Chart          | 30      |
| Чарт (2007)                   | Позиция |
| Mexican Albums Chart          | 11      |
| US Billboard Top Latin Albums | 13      |
| US Billboard Latin Pop Albums | 5       |

| Чарт (2000-е)                 | Позиция |
| ----------------------------- | ------- |
| US Billboard Top Latin Albums | 92      |